# 広瀬村 (広島県)
広瀬村（ひろせむら）は、広島県深安郡にあった村。現在の福山市の一部にあたる。

## 地理
広瀬川の流域に位置していた。

## 歴史
- 1889年（明治22年）4月1日、町村制の施行により、安那郡北山村、百谷村が合併して村制施行し、広瀬村が発足[1][2]。旧村名を継承した北山、百谷の2大字を編成[2]。
- 1898年（明治31年）10月1日、郡の統合により深安郡に所属[1][2]。
- 1934年（昭和9年）郵便局開設し、1940年（昭和15年）広瀬郵便局となる[1]。
- 1955年（昭和30年）3月31日、深安郡山野村、加茂村と合併し、町制施行し加茂町を新設して廃止された[1][2]。

### 地名の由来
合併2村の境を流れていた広瀬川による。

## 産業
- 農業、養蚕、畜産、薪炭[2]

## 教育
- 1891年（明治24年）第九簡易小学校を上野尋常小学校に、第十二簡易小学校を百谷尋常小学校に改称し、芋原尋常小学校を開校[2]。1918年（大正7年）芋原尋常小学校を広瀬尋常小学校に改称[2]。1947年（昭和22年）百谷小学校、広瀬小学校開校[2]。
- 1947年（昭和22年）広瀬中学校開校[2]。